# Профондвил
Профондвил (на френски: Profondeville) е селище в Южна Белгия, окръг Намюр на провинция Намюр. Населението му е около 11 400 души (2006).